# Jonas Lie (polityk)

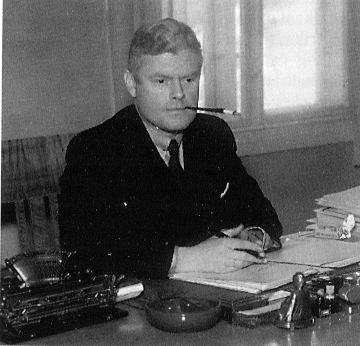
Jonas Lie

Jonas Lie (ur. 31 grudnia 1899 r. w Oslo, zm. 11 maja 1945 r. w dworku Skallum pod Oslo) – norweski funkcjonariusz policji, polityk, szef norweskiego SS.
W okresie przedwojennym Jonas Lie służył w policji państwowej, osiągając znaczącą pozycję. Na początku lat 30. wstąpił do Nasjonal Samling (NS) Vidkuna Quislinga, ale w 1935 r. zrezygnował z członkostwa. Po inwazji Niemiec na Norwegię 9 kwietnia 1940 r., znalazł się jako minister sprawiedliwości wśród członków rządu V. Quislinga, ogłoszonego przez radio w dniu hitlerowskiej agresji, ale który nigdy nie zaczął działać. Ponownie wszedł w skład nowego gabinetu powołanego 25 września przez Komisarza Rzeszy Josefa Terbovena; tym razem stał na czele Departamentu Policji. W tym samym czasie znowu został członkiem NS. W 1941 r. wszyscy członkowie rządu otrzymali tytuły ministrów, pełniąc swoje funkcje do końca wojny. Jednocześnie SS-Standartfører Jonas Lie 21 maja 1941 r. stanął na czele Norges SS, popierany przez Terbovena jako przeciwwaga dla Quislinga. Formalnie wchodziło ono w skład Nasjonal Samling, ale w rzeczywistości Quisling nie miał nad nim żadnej kontroli. Lie był jednym z pierwszych Norwegów, którzy wstąpili ochotniczo do Waffen-SS. Pełnił służbę jako korespondent wojenny wraz z szefem Departamentu Sprawiedliwości Sverre Riisnæsem w szeregach 1 Dywizji Pancernej SS „Leibstandarte SS Adolf Hitler”. Następnie został dowódcą 1 Kompanii Policji w okupowanej Norwegii, z którą we wrześniu 1942 r. zasilił Den Norske Legion, walczący na froncie wschodnim pod Leningradem. SS-Sturmbannführer Lie został zastępcą dowódcy Legionu. 1 marca 1943 r. formację wycofano z frontu do kraju. Jonas Lie pozostawał w Norwegii do końca wojny. 11 maja 1945 r. popełnił samobójstwo w Skallum na zachód od Oslo.